# Nouainville

Nouainville este o comună în departamentul Manche, Franța. În 1 ianuarie 2022 avea o populație de 620 de locuitori.